# Neopren

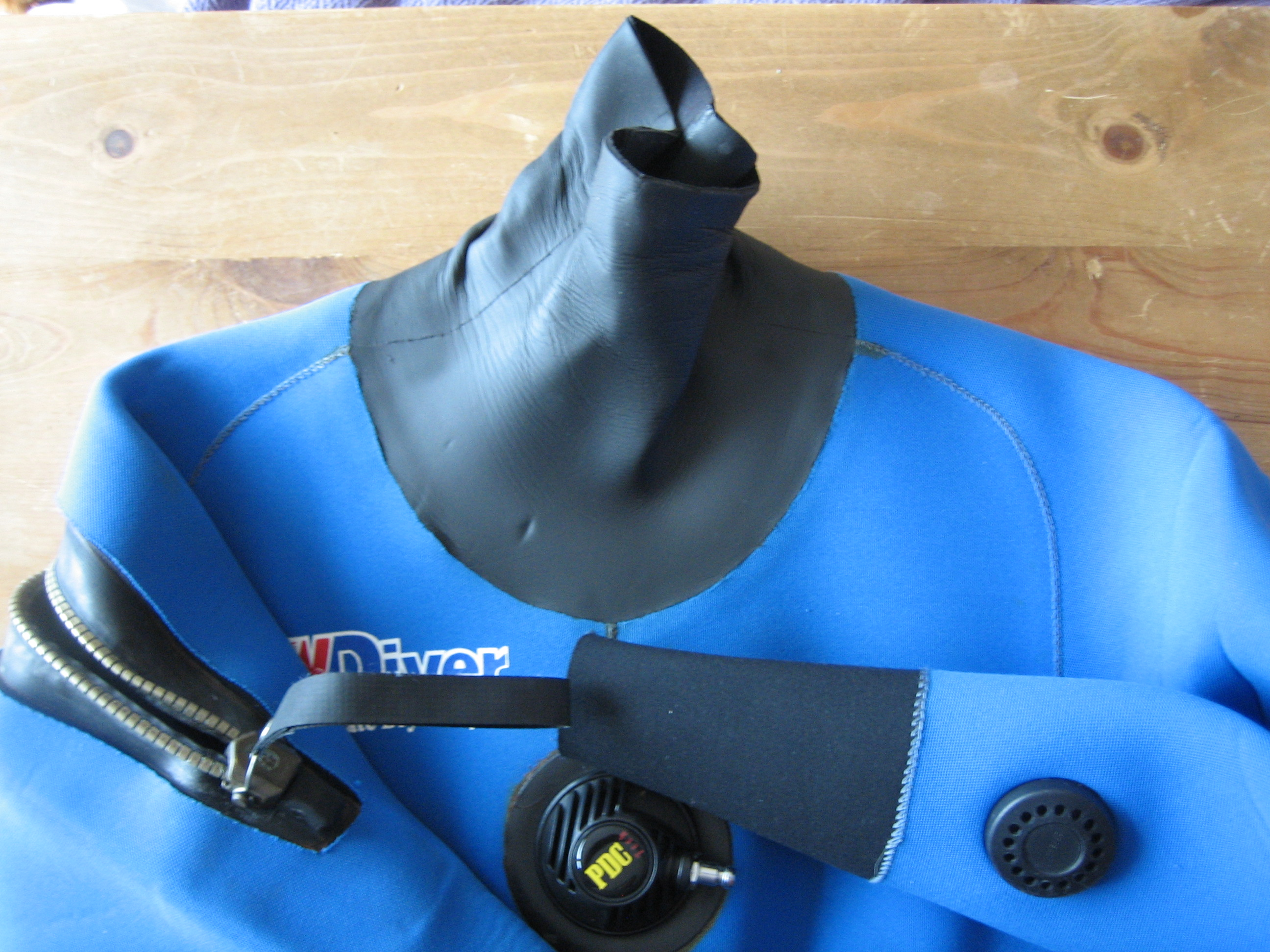
Dykardräkt i neopren.

Neopren är ett syntetiskt gummimaterial. Dess formella namn är kloroprengummi och förkortas CR. Varumärket Neoprene tillhör det amerikanska företaget DuPont. Det marknadsfördes först under varumärket Duprene.

## Framställning
Neopren är kemiskt sett en sammansättning polymeriserad klorbutadien och framställs med kol, väte och klor som utgångsmaterial. Tillverkningen är komplicerad och sker i följande etapper:
1. Tillverkning av kalciumkarbid av kol och kalksten,
2. Framställning av acetylen av kalciumkarbid,
3. Polymerisering av acetylen till monovinylacetylen med hjälp av en katalysator, vanligen kopparammonium. [1]

Genom inverkan av saltsyra på den bildade föreningen, även här i närvaro av en katalysator omvandlas den till kloropren, som under vissa, noga kontrollerade former polymeriseras till en plastisk massa, som mycket liknar naturgummi. 
Försök har visat att det med hänsyn till elasticitet, sträckbarhet, brottgräns, seghet och slitstyrka inte finns någon skillnad mellan naturprodukten och syntetiskt framställd konstprodukt. Däremot är neopren betydligt mera motståndskraftigt mot inverkan av syre, ozon, solljus, värme, syror och alkalier än naturgummi. 

## Användning

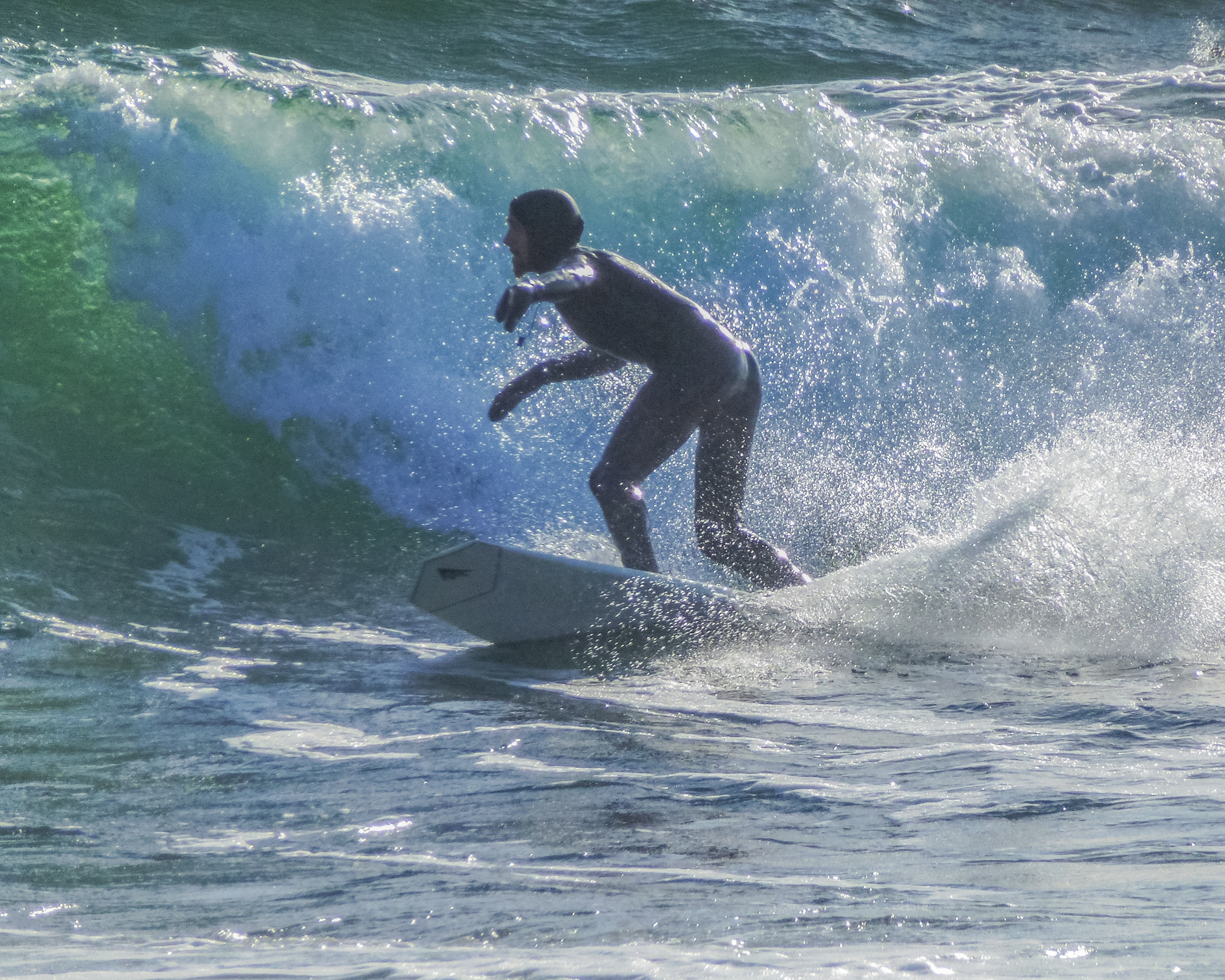
Vågsurfing i neoprendräkt i Östersjön, 10 mars 2015.

Neopren har även kommit till användning för slangar för kemiska produkter, ytskikt i oljeledningar, kabelisolering m m. 
Materialet används inom dykningen främst till dräkter, både våt- och torrdräkter. Materialet är vattentätt, stötdämpande, värmeisolerande och oljebeständigt, men rivkänsligt. Den första torrdräkten i neopren tillverkades av svenska Poseidon 1963.

## Varianter
- Skummad neopren: Neopren med gasblåsor i, det material som man gjorde de första torrdräkterna av. Gasblåsorna i ämnet gör att materialet komprimeras vid tryckökning.
- Krossad neopren: Neopren där man har krossat luftbubblorna i materialet, så att gasen i dem kan röra sig fritt i dräkten, vilket gör materialet smidigare när det används i dräkter.
- Komprimerad neopren: Neopren där man vid tillverkningen har tryckt ihop materialet, vilket gör att det inte komprimeras (och därmed ändrar form och egenskaper) vid tryckökning på samma sätt som skummad neopren.